# Villa Mercedes
Villa Mercedes é uma cidade da Argentina, localizada na província de San Luis